# Halfway House (Pennsylvania)
Halfway House è un census-designated place (CDP) degli Stati Uniti d'America situato nello stato della Pennsylvania, nella contea di Montgomery.